# Phu-Phan-Höhenzug

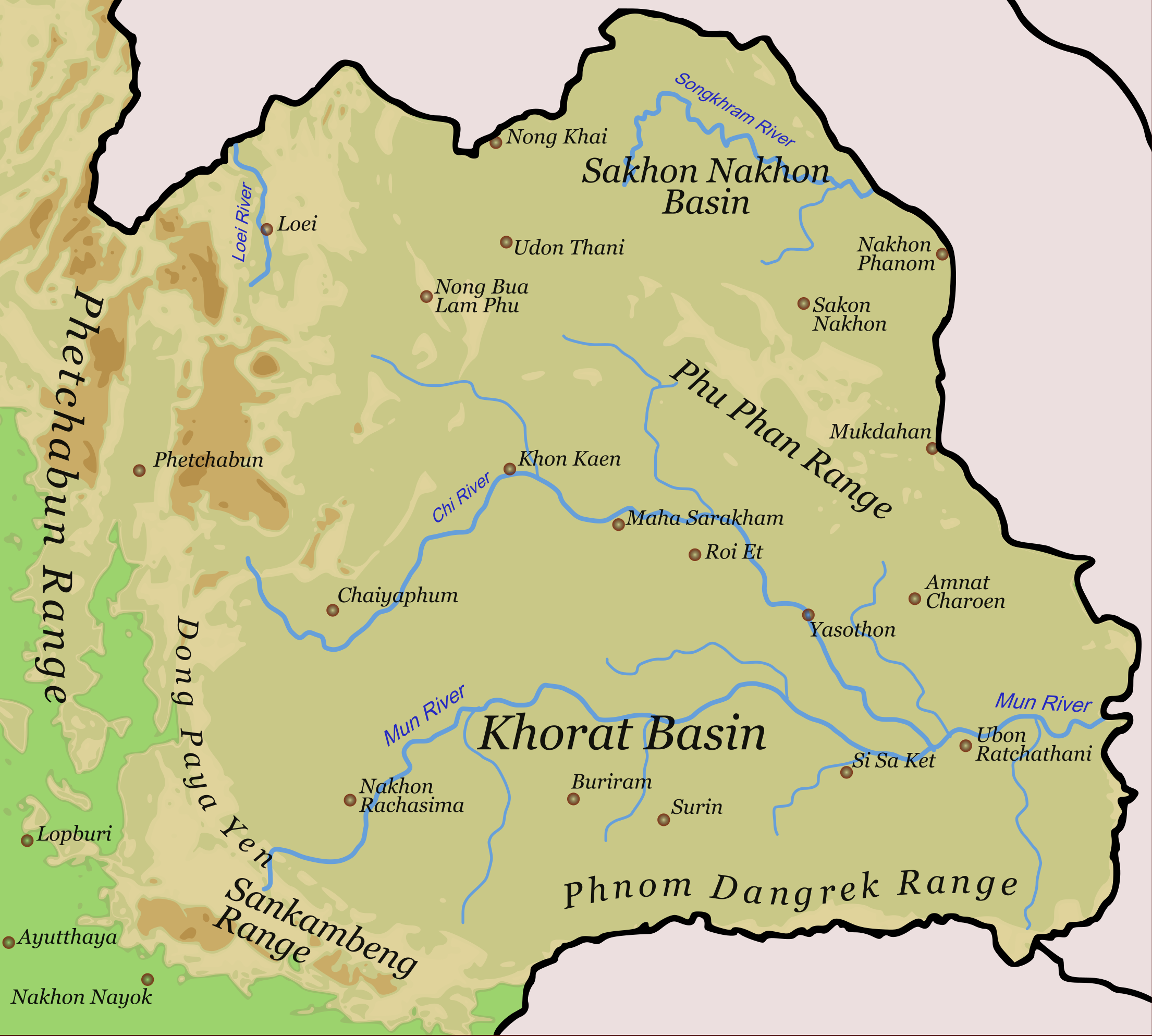
Übersichtskarte der Gebirgsketten im Isaan

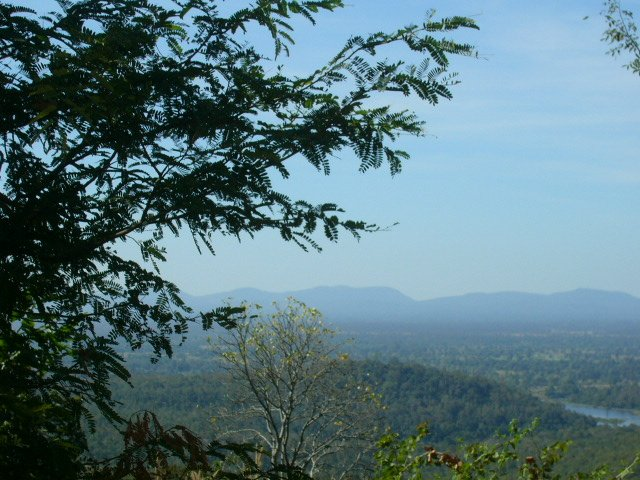
Phu-Phan-Höhenzug von Phu Phek gesehen

Der Phu Phan-Höhenzug (Thai เทือกเขาภูพาน, [tʰʉ̂ak-kʰǎo pʰuː-pʰaːn], engl.: Phu Phan Range) ist ein Mittelgebirge, das die Khorat-Hochebene im Isaan (Nordost-Thailand) in zwei Becken teilt: das nördliche Sakhon Nakhon-Becken und das südliche Khorat-Becken.
Die Hügel erstrecken sich auf die Provinzen Nongbua Lamphu, Khon Kaen, Udon Thani, Sakon Nakhon, Nakhon Phanom, Kalasin und Mukdahan.
Der Name verweist auf die charakteristische Tafelberg-Form der meisten Gipfel: phu ist in der Isaan-/Laotischen Sprache das Wort für „Berg“ (im Gegensatz zu khao in Zentral-/Südthailand und doi in Nordthailand), während phan eine Art Sockel oder auch Tablett bedeutet. Die höchsten Erhebungen der Kette erreichen etwa eine Höhe von 630 Metern.
Der Phu-Phan-Palast, eine ehemalige königliche Residenz, befindet sich in den Bergen bei Sakhon Nakhon.
Im Bereich des Phu Phan-Höhenzuges gibt es vier Nationalparks:
- Nationalpark Phu Phan[1]
- Nationalpark Phu Kao - Phu Phan Kham[2]
- Nationalpark Phu Pha Lek[3]
- Nationalpark Phu Pha Yon[4]

Außerdem sind hier der Binnensee Nong Han – ein großer See am nördlichen Stadtrand von Sakon Nakhon – und die fast 1000 Jahre alte Ruine des Khmer-Tempels von Phu Phek zu finden.
Nachdem die Kommunistische Partei Thailands (KPT) unter maoistischem Einfluss 1961 ihre „ländliche Strategie“ beschloss, also versuchte, die Städte vom Lande her einzukreisen und sich dem bewaffneten Kampf verschrieb, verlegte sie ihr Hauptquartier in den Dschungel der Phu-Phan-Berge. Zuvor war der Bauernführer Khrong Chandawong hier hingerichtet worden. 1966 wurde der radikale Intellektuelle Jit Phumisak, der sich der KPT angeschlossen hatte, in den Phu-Phan-Bergen (Amphoe Waritchaphum, Sakon Nakhon) erschossen.